# Lista de prefeitos de Lontras
Esta é a lista de prefeitos e vice-prefeitos do município de Lontras, estado brasileiro de Santa Catarina.
| Nº | Prefeito                   | Partido | Vice-prefeito                   | Início do mandado       | Fim do mandado         | Observações                                     |
| -- | -------------------------- | ------- | ------------------------------- | ----------------------- | ---------------------- | ----------------------------------------------- |
| 1  | Cândido Salvador Rodrigues |         | Nenhum                          | 2 de janeiro de 1962    | 31 de janeiro de 1963  | Prefeito nomeado                                |
| 2  | Érico Ricardo Knappmann    |         | Nenhum                          | 31 de janeiro de 1963   | 31 de janeiro de 1969  | Prefeito eleito em sufrágio universal           |
| 3  | Cândido Salvador Rodrigues |         | Nenhum                          | 31 de janeiro de 1969   | 31 de janeiro de 1973  | Prefeito eleito em sufrágio universal           |
| 4  | Hermínio Ulrich            | MDB     | Evelino Kiefer                  | 31 de janeiro de 1973   | 31 de janeiro de 1977  | Prefeito e vice eleitos em sufrágio universal   |
| 5  | Érico Ricardo Knappmann    |         | Nilton Sérgio Jacobsen          | 31 de janeiro de 1977   | 31 de janeiro de 1983  | Prefeito e vice eleitos em sufrágio universal   |
| 6  | Osny Lourenço Mendes       | PMDB    | José de Oliveira (PMDB)         | 1º de fevereiro de 1983 | 31 de dezembro de 1988 | Prefeito e vice eleitos em sufrágio universal   |
| 7  | Aldo Vicenti               | PFL     | Valdir Zucatelli (PDS)          | 1º de janeiro de 1989   | 31 de dezembro de 1992 | Prefeito e vice eleitos em sufrágio universal   |
| 8  | Valdir Zucatelli           | PFL     | Hildon Kuhl (PDS)               | 1º de janeiro de 1993   | 31 de dezembro de 1996 | Prefeito e vice eleitos em sufrágio universal   |
| 9  | Amário Pokrywiecki         | PMDB    | Ernestino Kreusch Lopes (PDT)   | 1º de janeiro de 1997   | 31 de dezembro de 2000 | Prefeito e vice eleitos em sufrágio universal   |
| 10 | Hildon Kuhl                | PPB     | Martina Zucatelli (PFL)         | 1º de janeiro de 2001   | 31 de dezembro de 2004 | Prefeito e vice eleitos em sufrágio universal   |
| 11 | Valmor Saffier             | PMDB    | Amário Pokrywiecki (PMDB)       | 1º de janeiro de 2005   | 31 de dezembro de 2008 | Prefeito e vice eleitos em sufrágio universal   |
| 12 | Martina Zucatelli          | DEM     | Ademir Barboza (PSDB)           | 1º de janeiro de 2009   | 31 de dezembro de 2012 | Prefeito e vice eleitos em sufrágio universal   |
| 12 | Martina Zucatelli          | PSD     | Ademir Barboza (PSDB)           | 1º de janeiro de 2013   | 31 de dezembro de 2016 | Prefeito e vice reeleitos em sufrágio universal |
| 13 | Marcionei Hillesheim       | MDB     | Rubens Roberto dos Santos (MDB) | 1º de janeiro de 2017   | 31 de dezembro de 2020 | Prefeito e vice eleitos em sufrágio universal   |
| 13 | Marcionei Hillesheim       | MDB     | Rubens Roberto dos Santos (MDB) | 1º de janeiro de 2021   | 31 de dezembro de 2024 | Prefeito e vice reeleitos em sufrágio universal |
| 14 | Rubens Roberto dos Santos  | MDB     | Adélio Sell (MDB)               | 1° de janeiro de 2025   | 31 de dezembro de 2028 | Prefeito e vice eleitos em sufrágio universal   |